# Andrei Wladimirowitsch Panin

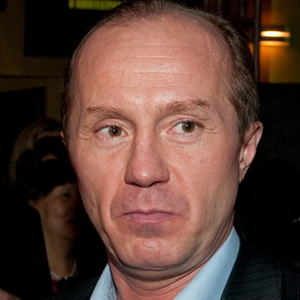
Andrei Panin (2010)

Andrei Wladimirowitsch Panin (russisch Андрей Владимирович Панин; * 28. Mai 1962 in Nowosibirsk; † 6. März 2013 in Moskau) war ein russischer Schauspieler und Regisseur.

## Leben
Panin hat in den 1980er Jahren angefangen, bei der Technologischen Hochschule für Lebensmittelindustrie in Kemerowo zu studieren, brach das Studium jedoch ab, um Schauspieler zu werden. Sein Schauspielstudium schloss er in Moskau ab und arbeitete am Tschechow-Kunsttheater Moskau.
Bekanntheit erlangte Panin nach Dreharbeiten zur Fernsehserie Brigada, in der er den korrupten Polizisten Wladimir Kawerin spielte. 2011 spielte Panin in der russischen Fernsehserie Sherlock Holmes eine der Hauptrollen – Dr. Watson.
Andrei Panin starb unter ungeklärten Umständen am 6. März 2013 in seiner Wohnung in Moskau. Er wurde auf dem Friedhof Trojekurowo beigesetzt.

## Privates
Panin war in erster Ehe mit Tatjana Franzusowa verheiratet und hatte mit ihr eine Tochter, Nadeschda. In zweiter Ehe war er mit der Schauspielerin Natalja Rogoshkina verheiratet, mit der er zwei gemeinsame Söhne hatte, Alexander und Pjotr.

## Filmografie (Auswahl)
- 1988: Mama (Мама)
- 2000: Hochzeit (Свадьба)
- 2002: Sommerregen (Летний дождь)
- 2002: Brigada (Бригада)
- 2003: Leben einmal anders (Шик)
- 2004: Fahrer für Vera (Водитель для Веры)
- 2005: Shadowboxing (Бой с тенью)
- 2006: Svolochi (Сволочи)
- 2007: Schuld und Sühne (Преступление и наказание)
- 2009: Shurow (Журов)
- 2010: Kandahar (Кандагар)
- 2010: Die Sonne, die uns täuscht – Der Exodus (Утомлённые солнцем 2: Предстояние)
- 2011: Generation P
- 2011: Wyssozki – Danke, für mein Leben (Высоцкий. Спасибо, что живой)
- 2012: Empire – Krieger der goldenen Horde (Орда)
- 2013: Sherlock Holmes (Шерлок Холмс)
- 2014: Die Hetären des Major Sokolov (Гетеры майора Соколова) (Fernsehminiserie)

## Auszeichnungen (Auswahl)
- 1999: Verdienter Künstler Russlands[8]
- 2001: Staatspreis der Russischen Föderation[9]
- 2013: Nika[10] (postum)
- 2013: Ehrenbürger der Oblast Kemerowo[11][12] (postum)